# Matachia livor
Matachia livor är en spindelart som först beskrevs av Arthur Urquhart 1893.  Matachia livor ingår i släktet Matachia och familjen Desidae. Inga underarter finns listade i Catalogue of Life.